# Història (Miquel Ataliota)
La Història (grec medieval: Ἱστορία) és una obra històrica escrita per l'historiador romà d'Orient Miquel Ataliota cap al 1080. Abraça el període des del 1034 fins al 1079 i, per tant, documenta els regnats dels romans següents:
- Miquel IV el Paflagoni (1034-1041)
- Miquel V el Calafat (1041-1042)
- Teodora (1042 i 1055-1056)
- Zoè (1042)
- Constantí IX Monòmac (1042-1055)
- Miquel VI l'Estratiòtic (1056-1057)
- Isaac I Comnè (1057-1059)
- Constantí X Ducas (1059-1067)
- Miquel VII Ducas (1067-1078)
- Romà IV Diògenes (1068-1071)
- Nicèfor III Botaniates (1078-1081)

## Edicions
- 1853: Bonn (Corpus Scriptorum Historiae Byzantinae)
- 1997: Ioannis D. Polemis, Μιχαήλ Aτταλειάτης, Ιστορία. Atenes: Kanakis